# Pasteur (cráter)

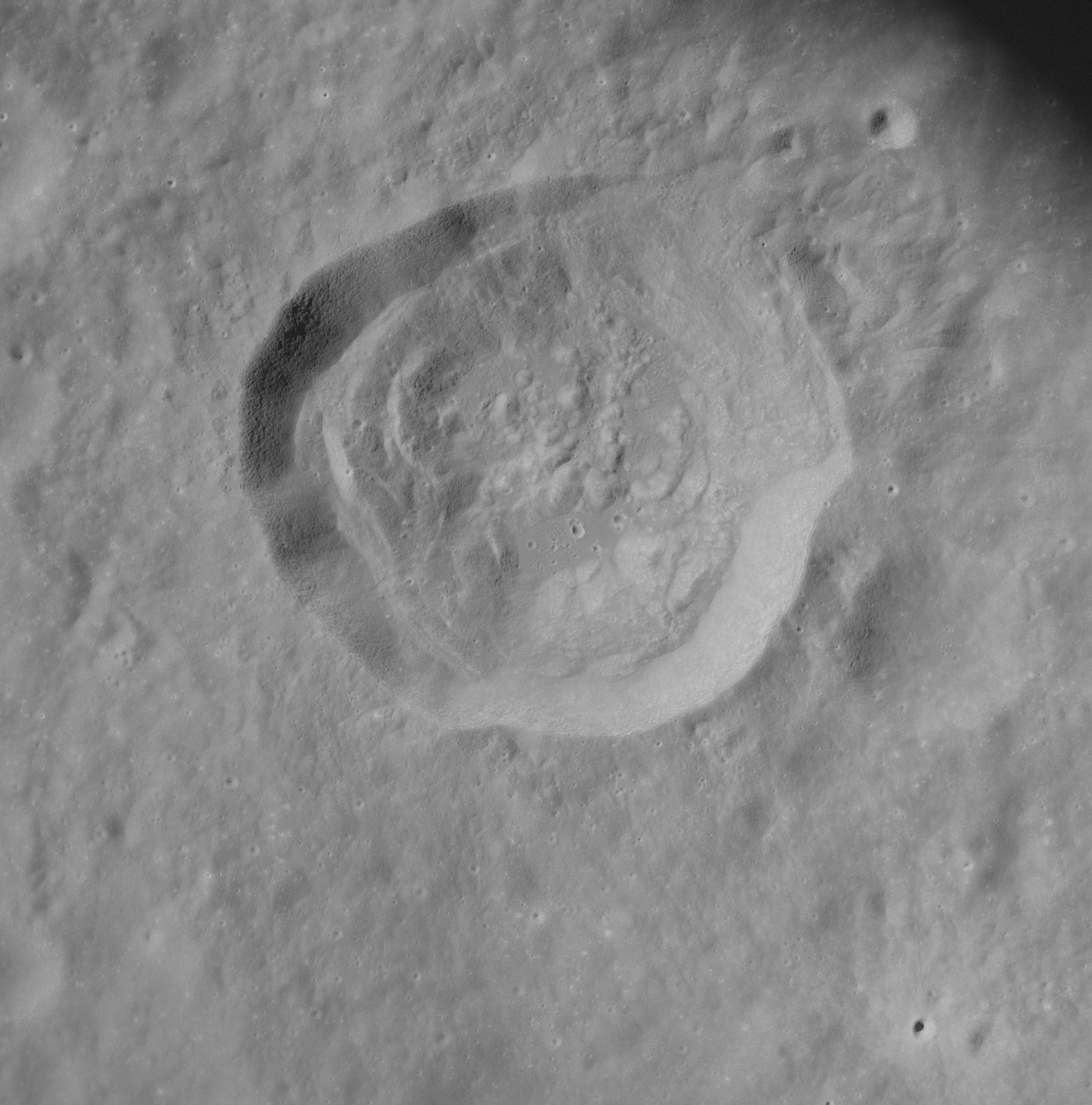
Fotografía de la misión Apolo 12

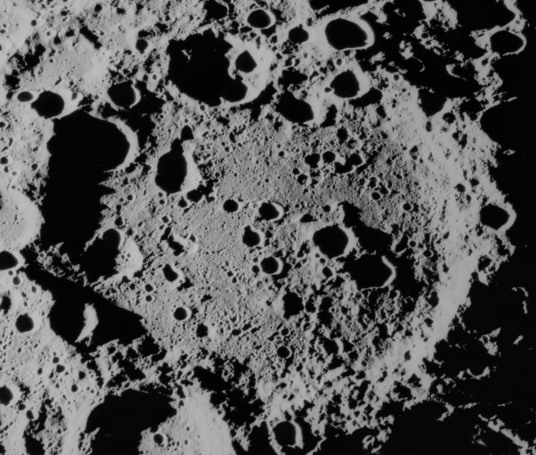
Fotografía de la misión Apolo 15

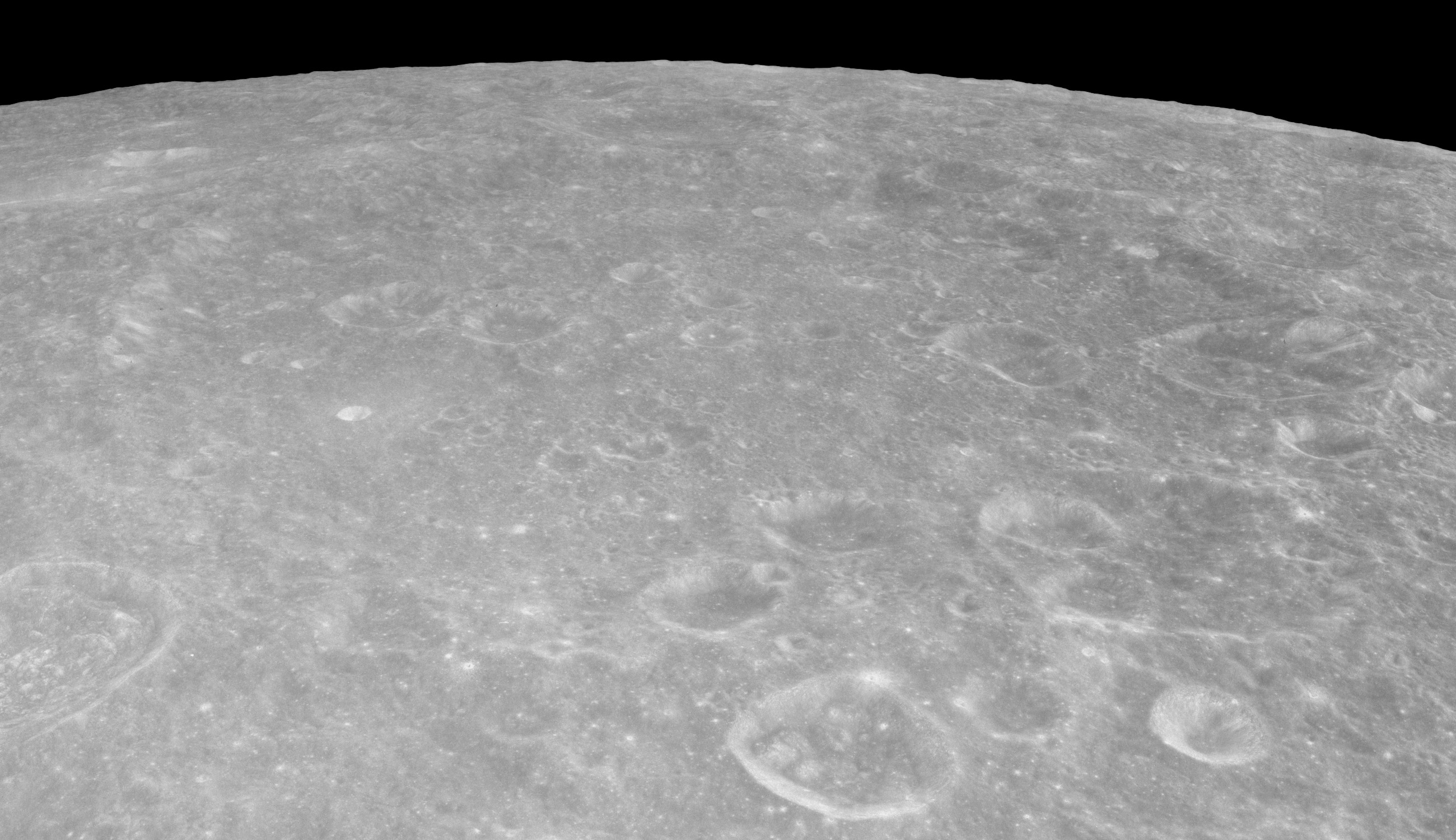
Vista oblicua desde el Apolo 17, mirando al sur.

Pasteur es un gran cráter de impacto lunar que pertenece a la categoría denminada llanura amurallada. Se encuentra en la cara oculta de la Luna, justo más allá del limbo oriental. El entorno del cráter puede verse ocasionalmente desde la Tierra gracias a la libración, aunque no con mucho detalle debido al escorzo.
Situado en la orilla sur de Pasteur se halla el cráter más pequeño Backlund. Justo al sureste aparece Hilbert, otra llanura amurallada, con casi dos tercios del diámetro de Pasteur. Al suroeste se localiza el prominente cráter Sklodowska, y al este se sitúa Meitner.
|  |

El borde exterior de Pasteur es generalmente irregular, con secciones fuertemente dañadas por múltiples impactos. El borde norte, en particular, ha sido casi borrado por impactos superpuestos, y el borde sur no muestra un aspecto mucho mejor, con un tramo invadido por Backlund. El borde suroriental de Pasteur es casi lineal cerca de donde el terreno ha sido modificado por el impacto que formó Hilbert. Incluso el borde occidental está muy dañado, con los cráteres superpuestos Pasteur U, Pasteur T y Pasteur Q. El primero de ellos, Pasteur U, forma un grupo combinado de cráteres superpuestos.
El interior también aparece muy erosionado, con la mitad sur irregular debido a los materiales eyectados que cubren su superficie, y varios pequeños cráteres que se extienden sobre el terreno. En la parte noroeste del suelo aparece una reducida cadena de pequeños cráteres solapados que forman una línea de arco desde el norte hacia el sur. Los cráteres satélite Pasteur G y Pasteur H forman un pareja solapada al este del punto medio.
El cráter satélite Pasteur D, al noreste de Pasteur, es más reciente y presenta un sistema de marcas radiales, por lo que es clasificado como parte del Período Copernicano.

## Cráteres satélite
Por convención estos elementos son identificados en los mapas lunares poniendo la letra en el lado del punto medio del cráter que está más cercano a Pasteur.
|  |  |

| Pasteur | Coordenadas                     | Diámetro |
| ------- | ------------------------------- | -------- |
| A       | 7°00′S 105°42′E / -7.0, 105.7   | 25 km    |
| B       | 8°12′S 105°48′E / -8.2, 105.8   | 20 km    |
| D       | 8°48′S 108°48′E / -8.8, 108.8   | 36 km    |
| E       | 10°48′S 108°30′E / -10.8, 108.5 | 19 km    |
| G       | 11°36′S 105°42′E / -11.6, 105.7 | 21 km    |
| H       | 12°06′S 106°24′E / -12.1, 106.4 | 21 km    |
| M       | 12°12′S 104°36′E / -12.2, 104.6 | 10 km    |
| Q       | 13°36′S 101°30′E / -13.6, 101.5 | 24 km    |
| S       | 12°12′S 102°00′E / -12.2, 102.0 | 29 km    |
| T       | 11°36′S 100°06′E / -11.6, 100.1 | 41 km    |
| U       | 9°48′S 101°30′E / -9.8, 101.5   | 37 km    |
| V       | 9°00′S 100°48′E / -9.0, 100.8   | 22 km    |
| Y       | 8°00′S 103°30′E / -8.0, 103.5   | 52 km    |
| Z       | 6°48′S 104°12′E / -6.8, 104.2   | 15 km    |